# Nacionalni park Chirripó
Nacionalni park Chirripó nalazi se u Kostariki, na području gorja Talamanca, 20 km sjeveroistočno od grada San Isidro de El General. 
Ovaj park je sastavni dio Internacionalnog parka La Amistad. Proglašen je nacionalnim parkom 19. kolovoza 1975. Ima površinu od oko 50 000 ha. Unutar Parka nalazi se Cerro Chirripó, najviša planina u Kostariki, nadmorske visine od 3,920 m. Park štiti mnoge rijeke, kao što su: Chirripó Atlántico, Telire Chirripó Pacifico i Ceibo.
Vrijeme se mijenja često i ovisi o nadmorskoj visini. Najniža temperatura zabilježena u Kostariki od -9 °C zabilježena je unutar Parka. 
Postoji velika biološka raznolikost, mnogo različitih staništa, zbog razlika u visini i klimi. Bogat je biljni i životinjski svijet. Rastu mnoge različite vrste orhideja. Najčešći životinje na ovom području su: kojoti, jaguari, vjeverice, žabe, zečevi i dr.

## Vanjske poveznice
- Nacionalni park Chirripó  Arhivirana inačica izvorne stranice od 16. svibnja 2006. (Wayback Machine)